# Broderskab
 For alternative betydninger, se Broderskab (flertydig). (Se også artikler, som begynder med Broderskab)
Broderskab er dels at være brødre (søskende af hankøn), dels en betegnelse for en sammenslutning, hvor medlemmerne kalder hinanden brødre. Broderskaber kendes også som religiøse ordener og loger.

## Værdigrundlag
De fleste store ordener i Danmark (Den Danske Frimurerorden, Odd Fellow, Johanniter, Tempelridderne m.fl.) bekender sig til et kristent værdigrundlag.
Andre ordener har et hovedsagelig humanitært sigte.
Der findes også mindre ordener med mere specifikke formål af hovedsagelig esoterisk karakter (Den Danske Druideorden, Tutor, Rosenkors mfl.).
Ud over de regulære ordener eksisterer der en del store og små organisationer (selskaber), der måske i offentligheden opfattes som ordener, men ikke har ordensvæsenets hierarkiske opbygning (Lions, Rotary, Round Table m.fl.).

## Optagelse
Afhængig af ordenens konstitution optages nye brødre på forskellige vilkår.
Nogle ordner optager kun brødre fra bestemte samfundslag – anbefalet af eksisterende brødre. Sådanne selskaber betegnes som lukkede.
Andre ordener rekrutterer bredere og indlemmer nye brødre både via anbefaling og ved uopfordret henvendelse.
I visse ordener optages kun mænd, men i de fleste kan både mænd og kvinder optages dog typisk i hver deres loge.
Fælles for alle ordener er, at nye ansøgere skal godtgøre sin værdighed til optagelse og gennem en godkendelsesproces (prøvelse). Endvidere skal aspiranten godkendes (typisk enstemmigt) af de øvrige brødre.
Nye brødre indlemmes i hierarkiets nederste lag og har nu mulighed for at gøre sig værdige til ophøjelser i ordenens øvre grader.
Betingelserne for ophøjelse varierer meget fra orden til orden, men de højeste grader er altid forbeholdt medlemmer med mange års anciennitet og særlig dedikation for ordenen.
Antallet af grader varierer meget fra orden til orden. Typisk er der 3, 4, 6, 7, 10, 12 eller 33 grader.

## Hemmelighedskræmmeri
Opfattelsen, af at ordensvæsnet beskæftiger sig med hemmelige ting og sager, bunder i, at brødrene ikke ønsker at offentliggøre, hvad der foregår bag lukkede døre.
I den henseende afviger aktiviteterne i en orden ikke fra et politisk parti, i en fagforening eller i bestyrelsen for et privat aktieselskab.
Her ønsker medlemmerne ikke, at enhver forhandling kommer til offentlighedens kendskab. Ikke fordi der foregår noget hemmeligt (lyssky), men fordi de emner, der behandles bag lukkede døre, ikke kommer andre ved.
Visse ordener inden for bl.a. frimureriet er til tider udsat for stor offentlig interesse. Der er så opstået en del myter om, hvad der egentlig foregår under møderne. Brødrene er gået med til at løfte sløret lidt og har derved manet de værste misforståelser i jorden.

## Størrelse
I Danmark er Den Danske Frimurerorden, Det Danske Frimurerlaug og Odd Fellow langt de største ordener med afdelinger i flere af de større byer og et samlet medlemstal på over 20.000. De mindste ordener har kun loger i en enkelt by, og et typisk medlemstal på 50-100.